# Reiner Schmidt (Musiker)
Reiner Schmidt (* 6. Dezember 1942 in Gottlob, Königreich Rumänien; † 21. April 2011 in Boxberg) war ein deutscher Bratschist und Dirigent.

## Leben
Reiner Schmidt wurde in dem rumänischen Dorf Gottlob in der Nähe Timișoaras im Banat geboren. Er gehörte der deutschsprachigen Minderheit der Banater Schwaben an.
Er besuchte die Musikakademie Gheorghe Dima in Cluj und legte dort 1965 das Staatsexamen ab, worauf er an der Philharmonie in Cluj eine Anstellung fand. Während einer Konzertreise nach London setzte er sich in den Westen ab und kehrte nicht mehr zu seinem Orchester zurück. An der Hochschule für Musik Detmold wurde Reiner Schmidt von Bruno Giuranna und an der Accademia Nazionale di Santa Cecilia in Rom als Meisterschüler von Dino Asciolla ausgebildet.
Nach seinem Vorspielen an der Nordwestdeutschen Philharmonie 1972 wurde Reiner Schmidt als Solo-Bratschist dieses Orchesters angenommen. Er spielte mit Künstlern wie Arthur Grumiaux. Er war außerdem Gastprofessor in Rom und Solo-Bratschist am Teatro Comunale di Bologna (1981–1983). In Deutschland war er Solobratschist im Orchester der Bayreuther Festspiele und des Frankfurter Opern- und Museumsorchesters. Er lehrte an der Hochschule für Musik und Darstellende Kunst Mannheim und nahm später eine Professur an der Hochschule für Musik Würzburg an. 2008 folgte eine Musikprofessur am Sydney Conservatorium of Music.
Seine vielseitige musikalische Tätigkeit erstreckten sich über das solistische Spiel, Kammermusik, pädagogische Tätigkeit, Herausgeber beim Peters-Verlag und Festivalleiter bis zur sehr erfolgreichen Dirigiertätigkeit im In- und Ausland. Reiner Schmidt ist außerdem Gründer des Förderkreises Bronnbacher Klassik e.V.